# Fargo (film)
Fargo je americký kriminální film z roku 1996 bratrské režisérské dvojice Ethana a Joela Coenových.
Vyobrazuje Frances McDormandovou v roli těhotné policejní šerifky Marge Gundersonové, která vyšetřuje sérii vražd. Ty spolu úzce souvisí, za vším stojí fingovaný únos manželky zadluženého prodavače automobilů Jerryho Lundegaarda, jenž se chce nekalým způsobem dostat k penězům svého tchána Wadea Gustafsona.
Film byl nominován na sedm Oscarů, přičemž vyhrál dva: za nejlepší ženský herecký výkon v hlavní roli (Frances McDormandová) a za nejlepší původní scénář. Rovněž získal cenu BAFTA a cenu za nejlepší režii pro Joela Coena na filmovém festivalu v Cannes v roce 1996.

## Herecké obsazení
| Frances McDormandová | Marge Gundersonová, těhotná šerifka                       |
| William H. Macy      | Jerry Lundegaard, zadlužený prodavač automobilů           |
| Steve Buscemi        | Carl Showalter, jeden z dvojice zločinců                  |
| Peter Stormare       | Gaear Grimsrud, Carlův komplic                            |
| Harve Presnell       | Wade Gustafson, bohatý Jerryho tchán                      |
| Kristin Rudrüd       | Jean Lundegaardová, Jerryho manželka                      |
| Tony Denman          | Scotty Lundegaard, syn Jerryho a Jean                     |
| Larry Brandenburg    | Stan Grossman, účetní a obchodní partner Wadea Gustafsona |
| Steve Reevis         | Shep Proudfoot, mechanik v automobilové prodejně          |
| John Carroll Lynch   | Norm Gunderson, manžel šerifky Gundersonové               |
| Steve Park           | Mike Yanagita                                             |

## Děj
Během zimy 1987 se minneapoliský prodejce automobilů Jerry Lundegaard (William H. Macy) dostane do finančních problémů. Vymyslí proto plán únosu vlastní manželky Jean (Kristin Rudrüd), jejíž otec Wade Gustafson (Harve Presnell) je bohatý obchodník. Ten by měl poskytnout výkupné a žena se vrátit domů. Celý plán se uskuteční bez policie. Osloví proto automechanika Shepa Proudfoota (Steeve Reevis) s kriminální minulostí, aby sehnal kumpána na akci.
Na dohodnuté schůzce v severodakotském Fargu prodejce aut zjišťuje, že se budou na plánu podílet dva únosci. Za Carla Showaltera (Steve Buscemi) automechanik ručí, druhého hromotluka Gaeara Grimsruda (Peter Stormare) nezná. Dohodnou se, že si rovným dílem rozdělí požadovanou částku 80 tisíc dolarů. Únoscům kromě 40 tisíc připadne ještě nové auto z jeho prodejny.
Jerry však zamýšlí sehrát dvojí hru a tchánu Wadeovi oznámit, že požadavek na vykoupení manželky činí 1 000 000 dolarů. Dvěma únoscům by pak předal dohodnutou částku a zbytek si ponechal. Mezitím představuje tchánovi podnikatelský záměr na výstavbu velkého parkoviště, na nějž bude potřebovat půjčit 750 tisíc dolarů. Po analýze se Gustafson tento projekt rozhoduje zrealizovat sám a Jerrymu nabízí pouze provizi, která nebude stačit na splacení jeho dluhů.
Na noční cestě u minnesotského Brainerd, kudy zločinci převáží unesenou ženu, je staví policista. Důvodem je absence registrační značky. Když selže Carlův pokus o uplacení policisty, mohutný Gaear situaci vyřeší zkratkovitě jeho zastřelením. Carl nakládá policistovo tělo do vozu, přičemž jej zahlédne muž a žena v projíždějícím automobilu. Automobilová honička skončí vybočením stíhaného vozidla ze silnice, čehož využije Grimsrud a oba pasažéry zastřelí.
Vyšetřování trojnásobné vraždy spadá do okrsku místní policejní šerifky Marge Gundersonové (Frances McDormandová), která je v sedmém měsíci těhotenství. Dedukuje předchozí události. Ze záznamu zastřeleného policisty lze vyčíst, že posledním kontrolovaným vozem byl hnědý Ford Sierra s označením prodejce. Ve městě se setkává se dvěma prostitutkami, které s únosci spaly. Získává tak popisy mužů a informaci, že měli namířeno do Twin Cities. Poté, co získává zprávu, že v noci z hostelu telefonovali jistému Shepu Proudfootovi, vydává se za ním do Minneapolis. Automechanik si však na žádný telefonát nevzpomíná.
Jerry informuje o únosu manželky Wadea a požadavcích zločinců. Jednat prý chtějí jen s ním. Tchána odrazuje od myšlenky do případu zapojit policii. Wade však odmítne, aby milión dolarů předal Jerry a vypravuje se na setkání s únosci sám. Čekající Carl na parkovišti je překvapený, že na schůzku přijel otec ženy a postřelí jej. Bere kufřík peněz, Wade mu v sebeobraně prostřelí tvář, přesto obchodník umírá. Jerry na místo přijíždí těsně po odjezdu únosce. Carl zjišťuje skutečnou výši částky a kufřík zahrabává u kůlu plotu jedné z širých plání. Vrací se do chaty na břehu Losího jezera, kde skrývají Jean. Tu se však v době, kdy byl pryč, Gaear rozhodl zavraždit. Hromotluk bere sekeru a odcházejícího Carla také zabije.
Před odjezdem z Minneapolis se Marge zastavuje u prodejce Jerryho v práci a vyptává se na hnědou sierru. Obchodník zareaguje podrážděně a přislíbí, že zjistí co nejvíce informací o zmizelém autu. Po jeho odchodu kanceláře však ujíždí pryč. Policistka volá na velitelství, aby byl vypátrán a zadržen. Od majitele baru mezitím policie získala zajímavý tip. Jeden z hostů měl divné řeči o tom, že prožívá depresi v chatě u Losího jezera a zmiňoval se také o tuhém chlápkovi. Toho Marge využívá k obhlídce jezerní cesty na zpáteční cestě domů. Ačkoli si od toho nic neslibuje, u jednoho z domků zahlédne hledanou hnědou sierru. Vystupuje a zastihuje Gaeara ve chvíli, kdy se snaží rozemlít Carlovo tělo v drtičce na dřevo. Poté, co ji spatří, utíká na zamrzlé jezero, ale je zasažen kulkou do stehna a zadržen. Jerry je následně dopaden v motelu blízko Bismarcku v Severní Dakotě. Peníze za výkupné nakonec nikdo nezíská.
Marge leží s manželem Normem (John Carroll Lynch) v posteli a chválí ho za uměleckou práci. Normův návrh zvítězil v soutěži na podobu třícentové poštovní známky.

## Produkce
Film začíná tímto textem:
„Toto je skutečný příběh. Události zobrazené ve filmu se odehrály v Minnesotě v roce 1987. Na přání těch, kteří přežili, byla jejich jména změněna. Zbytek příběhu je vyprávěn tak, jak se odehrál.“
Nicméně je Fargo jako celek kompletně fikcí, bratři Coenové však proklamují, že mnoho událostí z filmu mělo své reálné podklady (vychází z různých kriminálních případů) a oni je použili do jednoho příběhu. Uvádí, že vraždy se skutečně staly, ne však v Minnesotě. Hlavním důvodem zasazení příběhu do Minnesoty byl fakt, že se Coenové narodili v St. Louis Parku, předměstí Minneapolis.
Na speciální edici DVD je uvedeno, že příběh byl natočen podle vraždy z roku 1986, kdy Richard Crafts z Connecticutu zavraždil svou manželku Helle a její tělo nacpal do drtičky na dřevo (scéna v závěru filmu, kdy Gaear Grimsrud strká mrtvolu Carla Showaltera do drtičky).

## Soundtrack
Jako u všech filmů bratří Coenů (vyjma Bratříčku, kde jsi?) hudbu k filmu zkomponoval Carter Burwell. Motiv vychází z norské lidové písně „Den Bortkomne Sauen“ (česky „Ztracená ovce“). Soundtrack vyšel v roce 1996 ve vydavatelství TVT Records, mimo hudby k filmu Fargo obsahuje i hudbu z filmu Barton Fink.
| Fargo/Barton Fink: Music by Carter Burwell | Fargo/Barton Fink: Music by Carter Burwell  | Fargo/Barton Fink: Music by Carter Burwell |
| Pořadí                                     | Název                                       | Délka                                      |
| ------------------------------------------ | ------------------------------------------- | ------------------------------------------ |
| 1.                                         | Fargo, North Dakota (Fargo)                 | 02:49                                      |
| 2.                                         | Moose Lake (Fargo)                          | 00:41                                      |
| 3.                                         | A Lot Of Woe (Fargo)                        | 00:54                                      |
| 4.                                         | Forced Entry (Fargo)                        | 01:23                                      |
| 5.                                         | The Ozone (Fargo)                           | 00:58                                      |
| 6.                                         | The Trooper's End (Fargo)                   | 01:05                                      |
| 7.                                         | Chewing On It (Fargo)                       | 00:53                                      |
| 8.                                         | Rubbernecking (Fargo)                       | 02:06                                      |
| 9.                                         | Dance Of The Sierra (Fargo)                 | 01:25                                      |
| 10.                                        | The Mallard (Fargo)                         | 01:03                                      |
| 11.                                        | Delivery (Fargo)                            | 04:48                                      |
| 12.                                        | Bismark, North Dakota (Fargo)               | 01:05                                      |
| 13.                                        | Paul Bunyon (Fargo)                         | 00:34                                      |
| 14.                                        | The Eager Beaver (Fargo)                    | 03:14                                      |
| 15.                                        | Brainerd, Minnesota (Fargo)                 | 02:41                                      |
| 16.                                        | Sale Keeping (Fargo)                        | 01:45                                      |
| 17.                                        | Fade In (Barton Fink)                       | 01:08                                      |
| 18.                                        | Big Shoes (Barton Fink)                     | 01:33                                      |
| 19.                                        | Love Theme From "Barton Fink" (Barton Fink) | 01:21                                      |
| 20.                                        | Barton In Shock (Barton Fink)               | 01:58                                      |
| 21.                                        | Typing Montage (Barton Fink)                | 02:11                                      |
| 22.                                        | The Box (Barton Fink)                       | 03:06                                      |
| 23.                                        | Barton In Flames (Barton Fink)              | 00:57                                      |
| 24.                                        | Fade Out - The End (Barton Fink)            | 03:37                                      |
| Celková délka:                             | Celková délka:                              | 43:15                                      |